# Kallhälls villastad

Kallhälls villastad (även kallad Björkliden) är ett bostadsområde i kommundelen Kallhäll-Stäket i Järfälla kommun inom tätorten Stockholm. 

## Historik

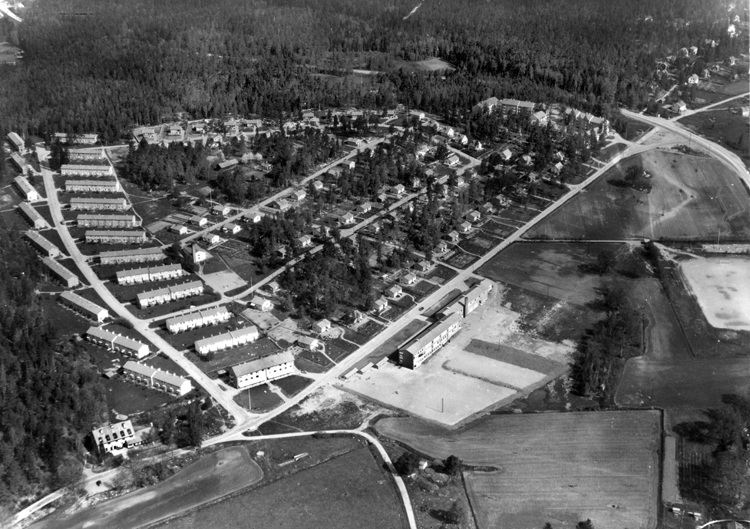
Flygfoto över Bolinderbyn i Kallhäll i Järfälla kommun 1954. I förgrunden syns konditori Gillesgården till vänster och Bolinderbyn med Kallhälls Villastad syns i högra hörnet i bakgrunden. I bildens mitt syns Ulvsättraskolan utmed Kallhällsvägen, som senare döptes om till Källtorpsvägen. Fotograf: Oscar Bladh.

Bebyggelsen i Kallhälls villastad började växa upp efter 1912, genom att anställda vid Bolinders byggde enkla trävillor i området Björkliden på andra sidan gränsen mot Sollentuna. Marken avstyckades år 1912 från Viby gård. Det finns 210 villor inom området.
År 1905 sålde Vibys ägare Rännarskede, ett torp under Viby gård i Sollentuna, till AB Hem på landet, som året efter sålde det vidare. Torpet Rännarskede fanns kvar och var bebott fram till 1964, då den nya motorvägen byggdes.
Marken köptes 1907 för 30.000 kronor och 1910 hade markpriset stigit till 100.000 kronor. På 1910-talet fick de som ville bygga sin egen villa söka sig utanför sockengränsen. Många arbetare från Bolinders fabrik i Kallhäll uppförde därför sina egnahemsvillor i Björkliden. I Kallhäll fanns det inte egnahemstomter att köpa. Det var på Rännarskedes mark i Björkliden som det nya villaområdet växte upp. Idag är många villor ombyggda men områdets karaktär är fortfarande tydlig.  
Området överfördes den 1 januari 1955 från dåvarande Sollentuna köping till Järfälla landskommun. Det omfattade då 0,31 km² (varav allt land) med 295 invånare.
Utanför Kallhälls samhälle byggde man 1912 i Kallhälls villastad om en stuga i Grantorp för att använda som samlingslokal för Folkets Hus Föreningen som en första samlingslokal. Man anlade också en utedansbana där. För att bygga ett större och mer ändamålsenligt hus började man redan 1920 att söka efter en mer centralt belägen tomt. Bolinderbolaget ville inte sälja mark till ett Folkets hus i Kallhäll och därför måste de planerna uppskjutas. Men 1935 uppfördes ett nytt Folkets hus i Kallhälls villastad, som då fortfarande låg inom Sollentuna köping. Det nya Folkets hus uppfördes 1936-1937 på den gamla tomten vid Blomstervägen. Den byggnaden ritades av kooperativa förbundets arkitektkontor i funktionalistisk stil. Föreningen sålde 1965 byggnaden till Järfälla kommun, som sedan har använts av en amatörteaterförening. I Kallhälls centrum uppfördes ett nytt Folkets hus i Kallhäll år 1970.
Sydväst om Kallhälls villastad byggde man radhus och villor för de anställda på Bolinders på ett stort område i östra delen av företagets mark. Ledningen för Bolinders Fabriks AB beslöt 1944 att uppföra ett nytt bostadsområde för sina anställda. Det nya bostadsområdet för Bolinders anställda kallades för Bolinderbyn och 1945 byggde man radhusen. Byggnadsplanen upprättades efter moderna principer. I området planerades för 80 villor och 21 radhuslängor uppfördes med sammanlagt 168 3-rumslägenheter. Området fick gemensam panncentral, tvättanläggning, samlingslokal och barnkrubba. De som fick bo i husen var från början bara folk som arbetade på Bolinders.
Från Kallhälls villastad var det nio fjärdingsväg till Stockholm, det vill säga 2,403 mil. En fjärdingstolpe fanns på samma sida av vägen som den gamla Enköpingsvägen. Numera är denna stolpe flyttad till Trehörningen. Utefter Enköpingsvägen, som är av medeltida ursprung, sattes det upp krogar och skjutshåll. Fjärdingstolparna sattes upp var 2.670:e meter. Det måttet utmärkte en kvarts gammal svensk mil. På Enköpingsvägen gick det koppartransporter från Kopparberget (Falun) och Bergslagen redan på 1600-talet.

## Bilder (radhus i Bolinderbyn)

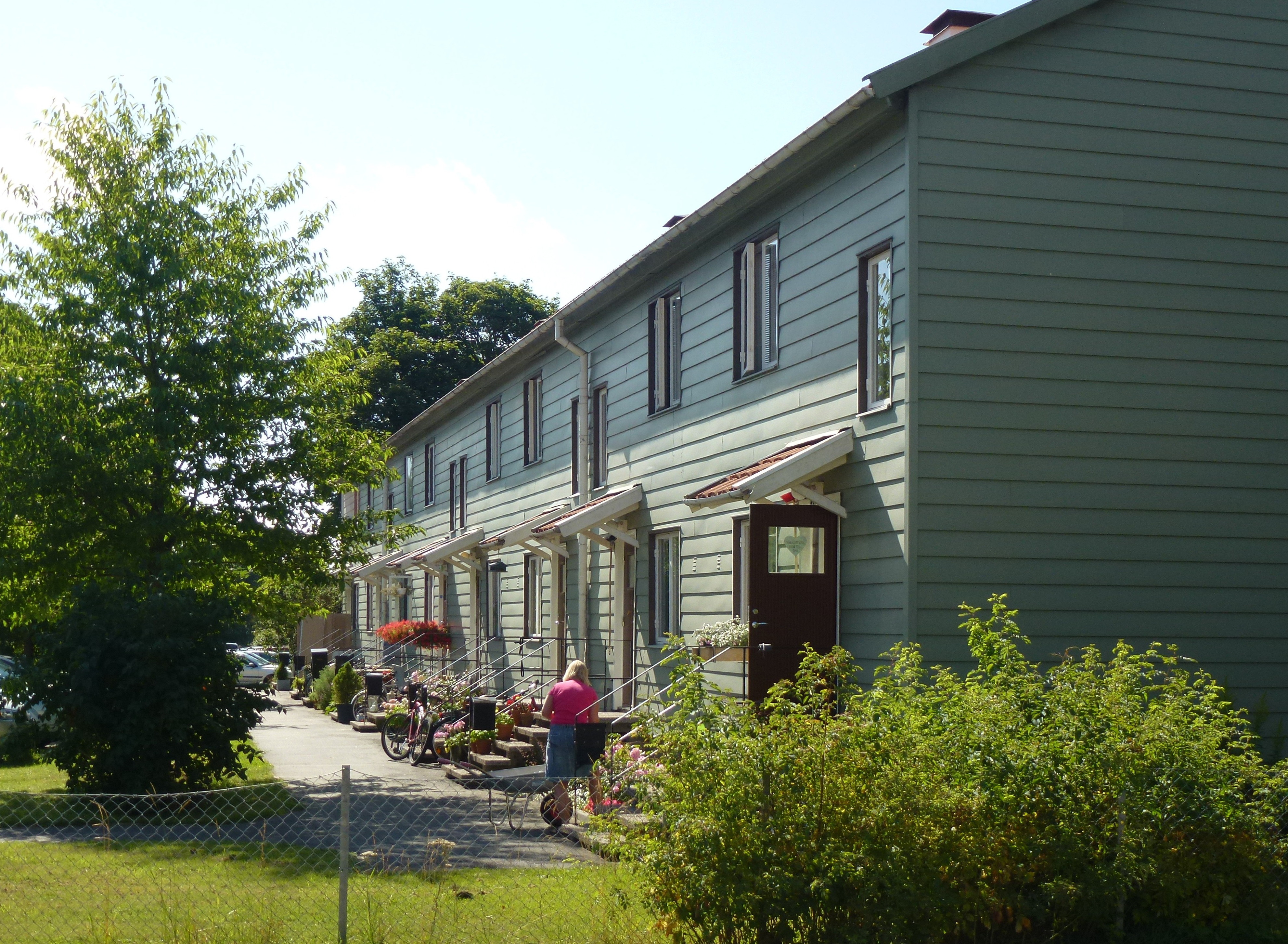
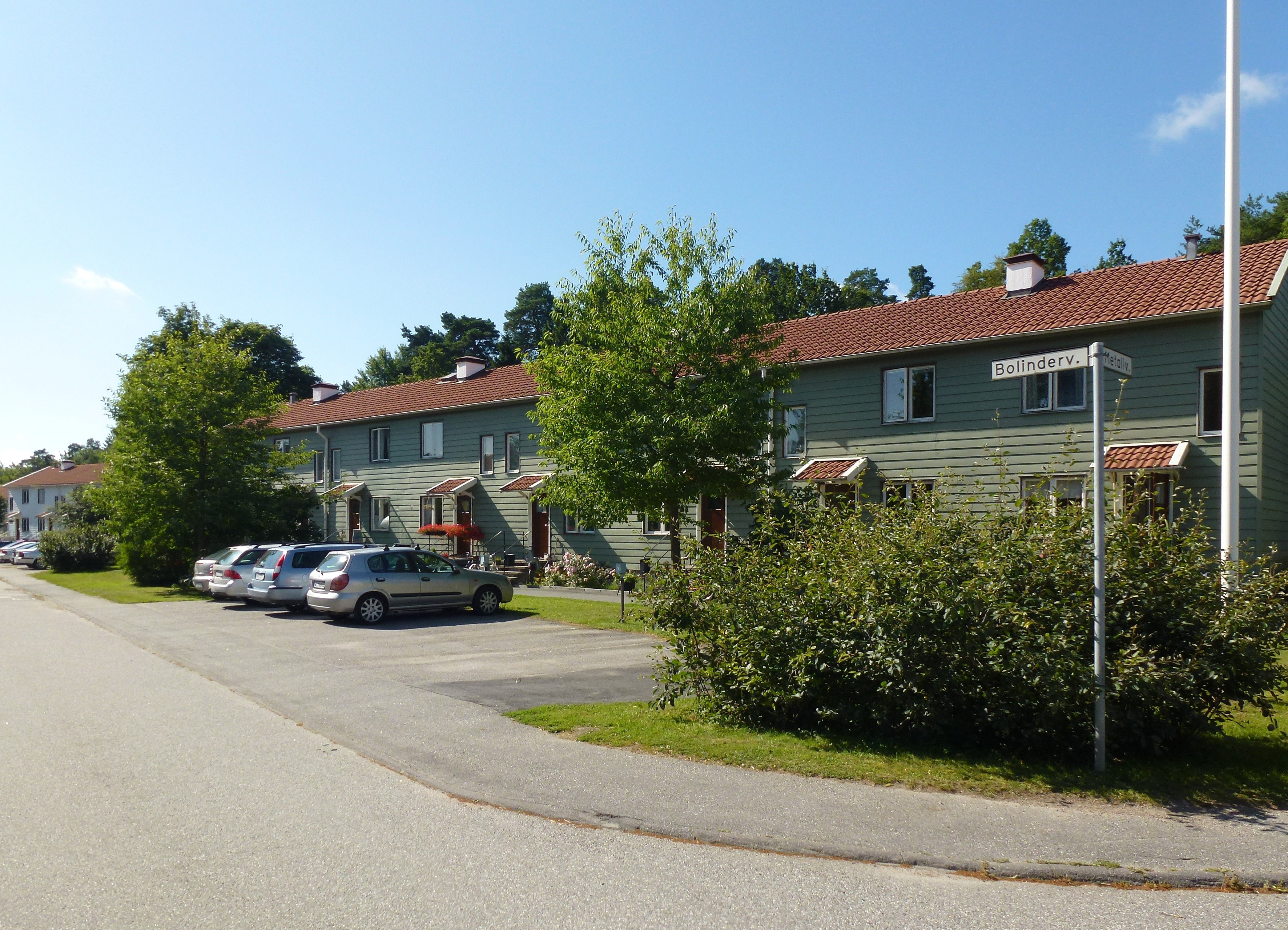
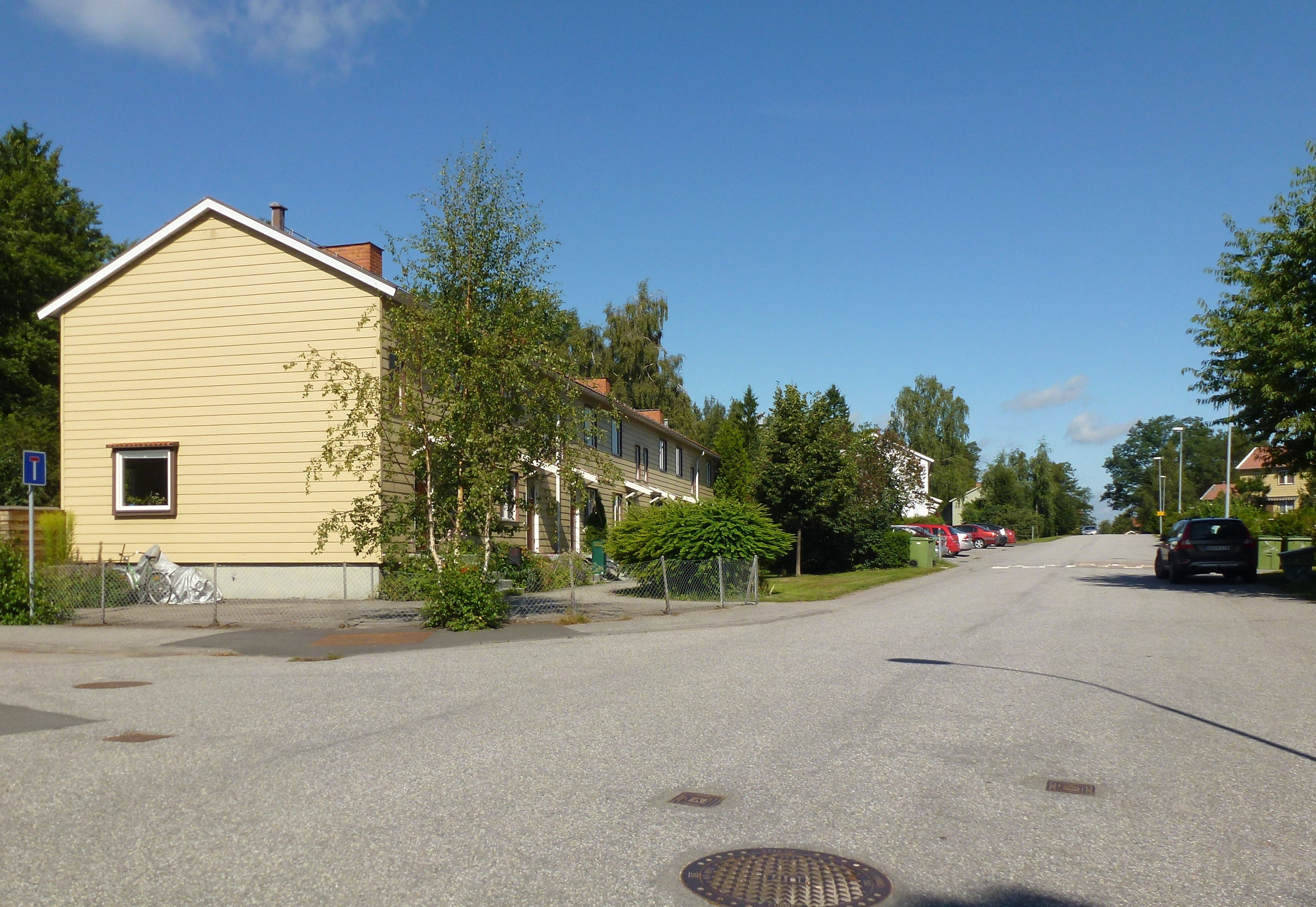
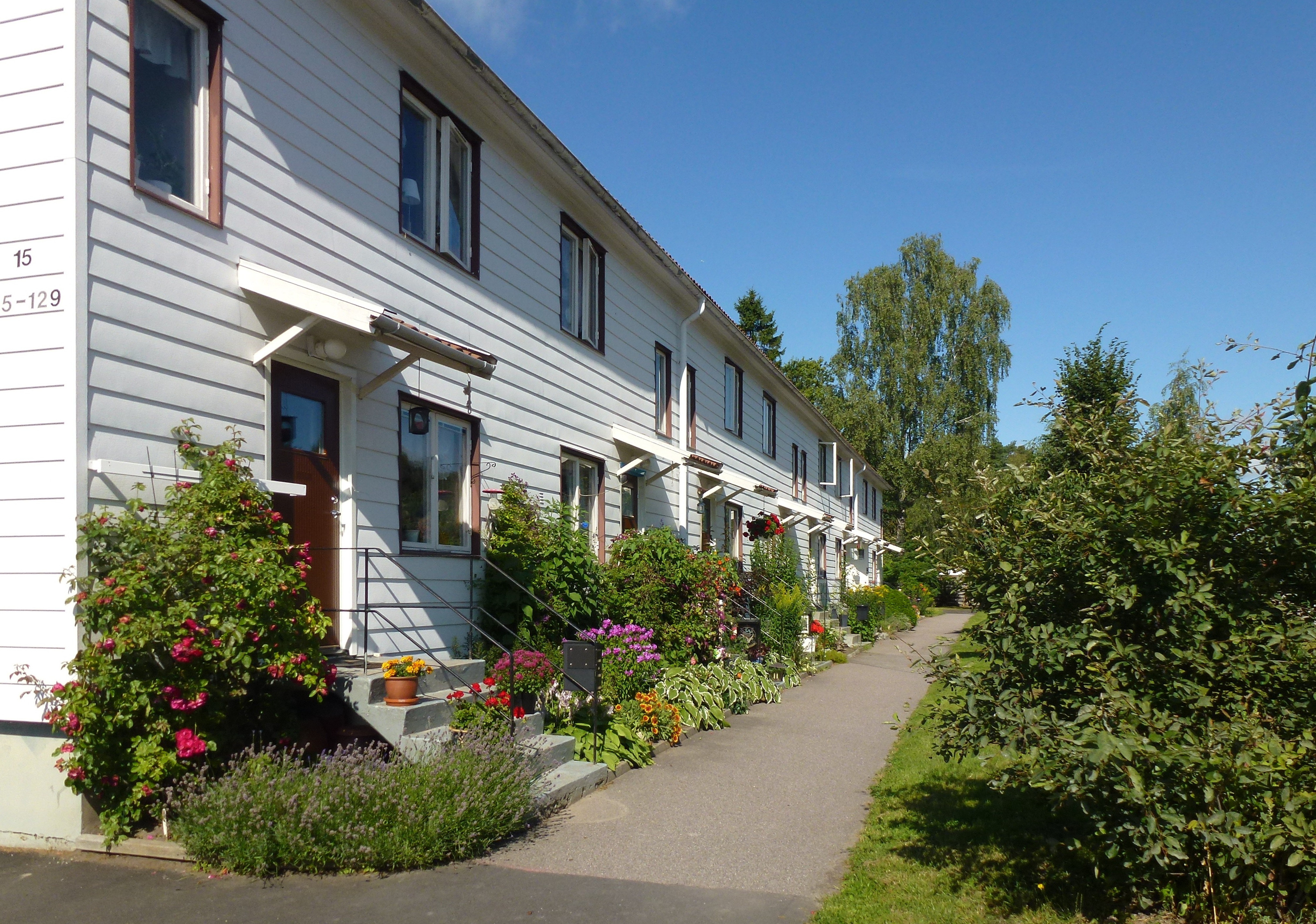